# Ultrahigh
Ultrahigh war ein deutsches Techno-Musikprojekt der Produzenten Cem Oral („Jammin Unit“, ebenfalls Mitglied bei Air Liquide) und Roger Cobernuss („Kerosene“). Die Gruppe veröffentlichte seit 1993 diverse Singles und Alben. Ultrahigh war das bekannteste gemeinsame Projekt der beiden Musiker, die aber auch unter weiteren Pseudonyme wie Restgeraeusch, Titanium Steel Screws, Vene und Zulutronic gemeinsam Musik produzierten.

## Geschichte
Der vor allem unter seinem Pseudonym „Jammin Unit“ bekannte Cem Oral produzierte ab Anfang der 1990er Jahre gemeinsam mit Roger Cobernuss alias „Kerosene“ Musik. Nach ersten gemeinsamen Veröffentlichungen unter den Projektnamen Vene und Titanium Steel Screws erschienen ab 1994 erste Veröffentlichungen als Ultrahigh. Das erste selbstbetitelte Album erschien 1994 auf Dragnet Records. 1995 folgte der Wechsel zum Frankfurter Label Force Inc. Music Works, auf dem das zweite Album The View Of Ultrahigh  und die Single The Revenge Of The Maya Gods erschienen.
Die letzte Veröffentlichung Fibonacci erschien 2003 auf Woodys Label Fumakilla.
Oral und Cobernus gründeten Anfang 1995 auch das Frankfurter Plattenlabel Pharma, auf denen neben Veröffentlichungen der beiden Gründer auch Werke von Loisaida Sisters (Electric Indigo und Can Oral), DMX Krew (Edward Upton), Bad Street Boy (Mathis Mootz) und Air Liquide erschienen. Das Label wurde im Jahr 2000 eingestellt.

## Diskographie

### Alben
- 1994: Ultrahigh – Ultrahigh (Dragnet Records)
- 1995: Ultrahigh – The View Of Ultrahigh (Force Inc. Music Works)
- 1996: Restgeraeusch – 1H/1Min (Mille Plateaux)
- 1996: Restgeraeusch – Volume II – 2x30 Min. 30 Sec. (Mille Plateaux)
- 1997: Zulutronic – Mission Zulu One (Pharma)
- 1998: Zulutronic – Back To Bommershime (Pharma)
- 2001: Restgeraeusch – Volume 3 - 4x15 Min.15 Sec. (Od Ex)

### Singles und EPs
- 1993: Vene – Pain EP (Influence Recordings)
- 1993: Titanium Steel Screws – Slam! (Titanium Steel)
- 1993: Titanium Steel Screws – Titanium Steel Screws (Titanium Steel)
- 1994: Ultrahigh – Archetype Behaviour (Dragnet Records)
- 1994: Ultrahigh – Primitive Love (Force Inc. Music Works)
- 1994: Ultrahigh – The Revenge Of The Maya Gods / Teotihuacan (Force Inc. Music Works)
- 1994: Ultrahigh – We Call It Ultrahigh (Force Inc. Music Works)
- 1995: Ultrahigh – And The Law... (Force Inc. Music Works)
- 1995: Titanium Steel Screws – Slapback (Mokum Records)
- 1995: Zulutronic – Zulutronic (Pharma)
- 1996: Ultrahigh – Poachers On Acid (Force Inc. Music Works)
- 1998: Zulutronic – Back To Bommershime (Pharma)
- 2002: Ultrahigh – Get Dirty. Now! (Müller Records)
- 2003: Ultrahigh – Fibonacci (Fumakilla)